# Грєшина Гора
Грєшина Гора (рос. Грешина Гора) — присілок в Питаловському районі Псковської області Російської Федерації.
Населення становить 42 особи. Входить до складу муніципального утворення Утроїнська волость.

## Історія
Від 2015 року входить до складу муніципального утворення Утроїнська волость.

## Населення
| 2001 | 2002 | 2010 |
| ---- | ---- | ---- |
| 42   | ↗47  | ↘42  |